# Roberto Vivarelli
Roberto Maria Cesare Ricciardo Vivarelli (* 8. Dezember 1929 in Siena; † 14. Juli 2014 in Rom) war ein italienischer Zeithistoriker, der vor allem durch Arbeiten zum italienischen Faschismus in Erscheinung getreten ist.
In seiner Jugend nahm Vivarelli als Freiwilliger in den Streitkräften der faschistischen Italienischen Sozialrepublik von 1943 bis 1945 am italienischen Bürgerkrieg teil. In der Nachkriegszeit studierte er Politikwissenschaft an der Universität Florenz. Ab 1956 forschte er fast sechs Jahrzehnte lang zu den Ursprüngen des italienischen Faschismus. Nachdem er an verschiedenen italienischen, amerikanischen und englischen Institutionen gearbeitet hatte, war Vivarelli von 1986 bis 2004 Professor an der Scuola Normale Superiore di Pisa.
Vivarellis dreibändige Storia delle origini del fascismo („Geschichte der Ursprünge des Faschismus“) gilt als Standardwerk für die Geschichte des primo dopoguerra, der Jahre nach dem Ersten Weltkrieg in Italien. Die Publikation seiner Memoiren im Jahr 2000, in denen er insbesondere seine Jugenderfahrung als Freiwilliger in der Italienischen Sozialrepublik beschreibt und kommentiert, löste eine publizistische Debatte auf nationaler Ebene aus. Manche Autoren warfen ihm im Zuge dessen eine revisionistische Geschichtsauffassung vor.

## Leben

### Kindheit im faschistischen Italien (1929–1942)
Roberto Vivarelli wurde am 8. Dezember 1929 in Siena geboren. Seine Kindheit und Jugend im faschistischen Italien hat Vivarelli rückblickend in den 2000 veröffentlichten Memoiren unter dem Titel La fine di una stagione („Das Ende einer Jahreszeit“) ausführlich beschrieben und kommentiert. Von seiner Geburt bis zum fünften Lebensjahr lebte die Familie Vivarelli in Mailand.
Während die Familie mütterlicherseits laut Vivarelli eher antifaschistisch gesinnt war, war sein Vater ein überzeugter Faschist, der sich laut einem Brief an die Mutter vom 25. Februar 1942 bemüht hatte, seine Söhne zu „guten Katholiken und guten Faschisten“ zu erziehen. 1921 war der Vater als Universitätsstudent den Fasci italiani di combattimento und einer faschistischen squadra beigetreten und nahm im Oktober des folgenden Jahres am sogenannten Marsch auf Rom teil, der einen entscheidenden Schritt im Prozess der Machtübernahme durch die Faschisten unter Führung Benito Mussolinis darstellte. 1935 gab der Vater seine Beschäftigung als Advokat auf, um am Abessinienkrieg teilzunehmen. Gleichwohl soll der Vater zu Hause nur wenig über Politik geredet haben.
Als er im Sommer 1935 nach Afrika aufbrach, zog die Familie in das mütterliche Haus in Siena um. Hier lebte Vivarelli ununterbrochen bis ins Frühjahr 1944 gemeinsam mit seinem älteren Bruder Piero Vivarelli, der Mutter und zwei Tanten. In Siena besuchte Vivarelli regelmäßig samstagnachmittags die faschistische Jugendgruppe seines Stadtviertels, den gruppo rionale fascista „Alessandro Mini“ mit Sitz in der Piazza Santo Spirito. Sein Animator war Leo Rossi, ein Zeichenlehrer der Mittelschule (Scuola Media) und Militäroffizier. 1939 nahm Vivarelli in diesem Rahmen an einem von der Opera Nazionale Balilla organisierten Camping in Sovicille teil.
Im Frühling 1941 verließ der Vater die Familie, um sich nach Festfahren der italienischen Offensive gegen Griechenland im 97. Bataillon der Camicie Nere (Divisione Bergamo) an dem von der deutschen Wehrmacht geleiteten Balkanfeldzug zu beteiligen. Er kehrte gegen Weihnachten noch einmal für wenige Monate zur Familie in Siena zurück, musste im Februar jedoch wieder an die jugoslawische Front. Dort wurde er wenig später von unter Führung Titos stehenden Partisanen getötet, als der junge Roberto zwölf Jahre alt war.

### Als Jugendlicher im Krieg (1943–1945)
Am 25. Juli 1943 wurde Mussolini in einer Sitzung des faschistischen Großrats gestürzt und wenig später gefangen gesetzt; König Viktor Emanuel III. ernannte daraufhin Marschall Pietro Badoglio zum neuen Ministerpräsidenten, welcher zunächst erklärte, dass der Krieg an der Seite des deutschen Verbündeten fortgesetzt werde. Die Zwischenzeit der 45 Tage bis zum Bekanntwerden von Waffenstillstandsverhandlungen der monarchischen Regierung mit den Alliierten am 8. September 1943 war durch eine Atmosphäre der Ungewissheit und des Abwartens gekennzeichnet. Der gestürzte italienische Diktator war gefangen gesetzt geworden, konnte jedoch am 12. September von deutschen Fallschirmjägern im Rahmen des Unternehmen Eiche befreit werden. Die Besatzung Italiens durch deutsche Truppen infolge des 8. September und die Wiedereinsetzung Mussolinis in der Italienischen Sozialrepublik (Repubblica Sociale Italiana, RSI, inoffiziell auch: Republik von Salò) bedeutete für Italien faktisch den Beginn eines Bürgerkriegs (siehe auch Resistenza).
Dem Vorbild seines drei Jahre älteren Bruders Piero folgend, schloss sich Roberto Vivarelli in dieser Situation letztlich als Freiwilliger den Verbänden der Italienischen Sozialrepublik, an. In seinen Erinnerungen beschreibt Vivarelli, dass für die beiden Brüder aufgrund ihrer faschistischen Erziehung von Anfang an kein Zweifel über ihre Parteinahme für die Republik von Salò und das nationalsozialistische Deutschland bestand. Noch mehr als das väterliche Vorbild hätten die glühenden Reden Rossis im Rahmen des gruppo rionale fascista seine Entscheidung beeinflusst. Die Nachricht vom Tod Ettore Mutis erschütterte die Brüder, während das Bekanntwerden der Befreiung Mussolinis am Morgen des 13. September sie in Begeisterung versetzte; als die Deutschen im späteren Verlauf des Tages in Siena einzogen, schwenkten die beiden selbstgebastelte Flaggen des sogenannten Dritten Reichs mit der Swastika. Piero Vivarelli verließ Siena bereits am 16. September mit einer Abteilung Panzergrenadieren; später gehörte er dem Bataillon Lupo der Decima Mas an. Dem jüngeren Roberto gelang es dagegen erst im September 1944 nach wiederholten Rückschlägen, sich den Streitkräften von Salò anzuschließen.

#### Rückschläge
Dem von Roberto nach dem 8. September gestellten Antrag, der neugegründeten Guardia Nazionale Repubblicana in seiner Heimatstadt Siena beizutreten, wurde zwar offiziell stattgegeben; tatsächlich beschränkte sich sein Auftrag jedoch darauf, für zehn Tage die verlassenen sienesischen Kasernen von Porta Pispini zu putzen. Danach musste er auf die Schulbank des städtischen naturwissenschaftlichen Gymnasiums (Liceo Scientifico) zurückkehren. In dieser Zeit begann er, die Versammlungen des faschistischen Vereins, der Federazione fascista, zu besuchen. Nachdem die Faschisten den Befehl erlassen hatten, alle privaten Waffen einzusammeln, übernahm Roberto die Aufgabe, diese zu ordnen und zu katalogisieren. Er hörte auf, die Versammlungen der Federazione zu besuchen, als eine faschistische Jugendbewegung, der Movimento giovanile repubblicano, gegründet wurde. Motiviert durch die Nachricht, dass in La Spezia die Decima Mas die ersten Marineeinheiten der Italienischen Sozialrepublik ausbildete, versuchte Roberto, sich nach Padua durchzuschlagen, um dort das angeblich neugebildete, einst in Venedig befindliche Marinekolleg (Collegio Navale) zu besuchen; seit seinem zehnten Lebensjahr hegte er den Wunsch, Marineoffizier zu werden. In Florenz traf er auf eine Abteilung von Rekruten der Decima Mas, doch in Padua stellte sich heraus, dass der Collegio Navale nur noch dem Namen nach bestand.
Ein weiteres Mal kehrte der vierzehnjährige Roberto erzwungenermaßen auf die Schulbank zurück. In seiner autobiographischen Schrift beschreibt Vivarelli rückblickend, dass er und seine Altersgenossen den im Januar 1944 abgehaltenen Prozess von Verona, in dessen Zuge einige der Mitglieder des Faschistischen Großrats, die gegen Mussolini gestimmt hatten, hingerichtet wurden, damals als gerecht empfanden, da es sich um Verräter gehandelt habe. Gemeinsam mit seinem etwas älteren Gesinnungsgenossen Aldo C., den er in der faschistischen Jugendbewegung kennengelernt hatte, unternahm Vivarelli am 1. März 1944 erneut einen Versuch, bei den Streitkräften von Salò anzuheuern: Nachdem die beiden zufällig auf Busse gestoßen waren, die das Bataillon Barbarigo der Decima Mas in das deutsch besetzte Rom transportierten und mit Werbeaufschriften versehen waren, flohen sie von zu Hause und schlugen sich, auf deutschen Lastern mitreisend, in mehreren Etappen bis in die Ewige Stadt durch. Als die beiden sich bei der Federazione Fascista in der Piazza Colonna vorstellten, wurde ihnen jedoch mitgeteilt, sie müssten nach La Spezia gehen, um sich freiwillig für die Decima Mas zu melden. Roberto begab sich daraufhin auf den Heimweg, während Aldo in Rom verblieb; ohne seinen jüngeren Begleiter vermochte dieser wenig später, sich den paracadutisti Nembo, einer Fallschirmjägerdivision, anzuschließen. Roberto Vivarelli, der von Viterbo auf einem Kipplaster nach Siena zurückreiste, erlebte einen Angriff auf das Gefährt durch zwei Jagdflieger mit: Durch einen Sprung in den Straßengraben gelang es ihm, sich als einziger Passagier zu retten und nach circa zweiwöchiger Abwesenheit schließlich nach Siena zurückzukehren.
Infolge der römischen Episode beendete Roberto erfolgreich die Schule, jedoch erst im zweiten Anlauf, nachdem er beim ersten Versuch wegen zu schlechter Leistungen in Mathematik und ausgerechnet Geschichte gescheitert war. Angesichts der fortschreitenden alliierten Offensive in Mittel- und Süditalien – rund einen Monat nach Ende der verlustreichen und langen Schlacht um Monte Cassino nahmen die alliierten Truppen im Juni 1944 Rom ein – flüchteten Roberto und seine Mutter in Richtung Norden nach Salò. In Florenz trennten sie sich; nachdem Roberto nominell in eine toskanische faschistische Kampftruppe aufgenommen wurde, die sich in Salò sammeln wollte, jedoch keine Mittel hatte, dorthin zu gelangen, reiste er über Bologna und Mailand allein seiner Mutter nach Salò nach. Ein kurzer einwöchiger Aufenthalt in Brescia folgte, wo die beiden Sieneser Faschisten besuchen wollten, die Bombardierung der Stadt durch die Alliierten miterlebten und Robertos Bruder Piero trafen. Als Emilio Bigazzi Capanni, ein alter Freund des Vaters, der nun Polizeipräsident im Sekretariat in Mussolinis Villa in Salò war, der Mutter eine Anstellung im Servizio Ausiliario Femminile, dem Verband freiwilliger weiblicher Hilfskräfte der Italienischen Sozialrepublik, beschaffte, siedelten die beiden nach Venedig über, wo Roberto den gesamten August 1944 ohne irgendwelche Pflichten verbrachte. Ein sich anschließender erneuter Versuch, in Brescia bei der Decima Mas anzuheuern, scheiterte.

#### Als Freiwilliger der Republik von Salò
Nachdem der Sitz des Servizio Ausiliario Femminile nach Como verlegt worden war und Mutter und Sohn dorthin gezogen waren, gelang es Roberto Vivarelli, bei einer Vorstellung vor capitano Biraghi am 19. September 1944 in die Kompanie Cesare Rodini aufgenommen zu werden. Vivarelli nahm daraufhin an Wachen und später auch an Patrouillen in den umliegenden Bergen teil, von denen bekannt war, dass dort Partisanen unterwegs waren; während ihrer Exkursionen traf die Kompanie jedoch kein einziges Mal auf Partisanen, stattdessen auf Schmuggler, denen sie einmal eine Art Schmiergeld abnahm.
Robertos Mutter war unterdessen zur Kommandantin des mailändischen Servizio Ausiliare in unmittelbarer Nähe der Villa Necchi Campiglio ernannt worden, in der sich das Quartier des Generalsekretärs des Partito Fascista Repubblicano Alessandro Pavolini befand. Nach einem kurzen Besuch in Mailand Ende Oktober entschloss sich Roberto, die Kompanie zu wechseln und in die lombardische Hauptstadt überzusiedeln; am 7. November wurde er Mitglied der Bir-el-Gobi.
Roberto blieb in dieser seiner neuen Funktion vom 7. November 1944 bis 17. Januar 1945 in Mailand. Dort erlebte er häufig mit, wie seine Kampfgenossen von Mitgliedern der städtischen Resistenza (Gruppi di Azione Patriottica) auf offener Straße erschossen wurden. Vivarelli bemerkt in seinen Memoiren, dass er und seine Mitkämpfer derartige Unternehmungen als feige ansahen, da die angegriffenen Wachposten keine Zeit gehabt hätten, sich zu wehren. Anfang Januar eröffnete die Patrouille, zu der Roberto gehörte, aus Versehen das Feuer auf eine deutsche Kompanie, nachdem deren Wagen auf Ruf nicht angehalten hatte; als ein weiteres deutsches Auto an der Unfallstelle vorbeikam, behaupteten die anwesenden Kompaniemitglieder, bei den Tätern handle es sich um Unbekannte. Während Robertos Aufenthalt in Mailand wurden drei Spione in seiner Kompanie entlarvt, die daraufhin hingerichtet wurden. Zur Aufgabe des Wachdiensts kam für die Mitglieder der Bir-el-Gobi die militärische Ausbildung in der Kaserne hinzu: Übungen wie die Simulation von Angriffen, das Robben auf dem Boden und das Werfen von Handbomben sollte sie auf die bevorstehende Fronterfahrung vorbereiten. Zu seinem fünfzehnten Geburtstag bekam Vivarelli eine Pistole des Modells Beretta von einem General geschenkt; seine Mutter schenkte ihrem Sohn, der damals regelmäßig rauchte, sich dies jedoch später wieder abgewöhnte, ein ledernes Zigarettenetui. Vivarelli berichtet außerdem, in den freien Stunden hätten die Mitglieder der Kompanie gerne amerikanische Jazz-Musik gehört, obgleich der explizite Gebrauch dieses Begriffs natürlich verboten gewesen sei.
Am 17. Januar verließ die Bir-el-Gobi Mailand, um sich am Kampf gegen die Partisanen in der heutigen Provinz Biella im Piemont zu beteiligen. Zu Beginn der Unternehmung, als die Kompanie in Coggiola und Trivero verweilte, war von Partisanen keine Spur; in Cavaglià starben am 8. Februar zwei Freiwillige bei einem Zusammenstoß. Um ihre Rationen aufzustocken, hätten sich die Freiwilligen, so Vivarelli, manchmal als Partisanen ausgegeben, da die Bauern sie auf diese Weise besser behandelt hätten. Am 18. Februar kam es in der heutigen Provinz Turin beim Kastell von Masino in Caravino zu einem heftigen Zusammenstoß mit Partisanen, bei denen zwei Freiwillige der Kompanie ums Leben kamen und dreizehn gefangen wurden; Roberto war nicht unmittelbar am Kampf beteiligt: Als er im Verstärkungstrupp am Kastell ankam, hatten die Kampfhandlungen bereits aufgehört. Gemeinsam mit angerückten deutschen Truppen plünderten die verbliebenen Mitglieder der Kompanie das Kastell. Die Gefangenen wurden später im Geiseltausch befreit.
Die Kompanie, die sich niemals am Krieg gegen die Partisanen hatte beteiligen wollen, konnte schließlich Pavolini davon überzeugen, ihr die Abfahrt an die Front für den 9. April zu gewähren. Sie rückte bis nach Bologna vor, zu ihrem Kampfeinsatz kam es angesichts des Zusammenbruchs der Gotenlinie jedoch nicht mehr. Stattdessen musste sich die Kompanie, die als letzte Bologna verließ, unter Beschuss der alliierten Flugzeuge auf kleinen Straßen über den Po in Richtung Mailand zurückziehen, wo sie am 24. April eintraf. Während zahlreiche andere Kämpfer der Republik von Salò infolge des Aufrufs des Comitato di Liberazione Nazionale zur Erhebung am 25. April (siehe auch Tag der Befreiung Italiens) bereits zur Resistenza überliefen, versicherten Roberto und eine kleine Gruppe anderer Freiwilliger der Kompanie Bir-el-Gobi Pavolini gegen 9 Uhr abends ihre Treue. Am Folgetag reiste die Kompanie daraufhin nach Como; dort angekommen, erklärte Pavolini vor dem Gebäude des faschistischen Vereins die Auflösung der Kompanie und empfahl einem jeden, alles zu tun, um sich zu retten. Roberto folgte dem Rat, indem er sich seiner Munition entledigte; am 30. April kehrte er mit der Eisenbahn nach Mailand zurück.

### Studium und akademische Karriere in der Nachkriegszeit (1945–2014)
Die Jahre 1945–46 verbrachte Vivarelli in der lombardischen Hauptstadt, wo er in den besonders kalten Wintern dieser zwei Jahre Hunger litt. Im Sommer 1945 sah er im Kino die von den Alliierten ausgestrahlten Dokumentarfilme über die nationalsozialistischen Konzentrationslager. Für das akademische Jahr 1947/1948 schrieb sich Vivarelli an der Universität Mailand für den Studiengang chimica industriale ein, musste jedoch wegen Erkrankung an Knochentuberkulose im Sommer 1948 das Studium noch im ersten Jahr abbrechen. Daraufhin wurde er in ein Militärkrankenhaus des Souveränen Malteserordens in Calambrone an der toskanischen Küste zwischen Pisa und Livorno gebracht, wo er bis 1951 bleiben musste. Hier übernahm Vivarelli, welcher der einzige Universitätsstudent unter den Patienten war, im Rahmen von Aufholkursen für die Krankenhauspatienten eine Lehrtätigkeit in Französisch, Geschichte und Mathematik. Im Rückblick beschrieb Vivarelli seinen Krankheitsaufenthalt auch als eine Zeit der politischen Bildung: Dazu trug ebenso die regelmäßige Lektüre der Zeitung Il mondo Mario Pannunzios und der von 1945 bis 1947 von dem Schriftsteller Elio Vittorini herausgegebenen Zeitschrift Il Politecnico wie der freundschaftliche Kontakt zu seinen in der Regel älteren Schülern und Mitpatienten bei, bei denen es sich meist um ehemalige Militärinternierte handelte.
Nach seinem Krankenhausaufenthalt wechselte Vivarelli das Studienfach: Er begann nun ein Studium der Politikwissenschaft (Scienze Politiche), das er im März 1954 an der Universität Florenz abschloss. Dort hatte er Freundschaft mit dem Schriftsteller Piero Jahier geschlossen, über den er auch den Florentiner Universitätsprofessor Piero Calamandrei kennenlernte. Dieser ermöglichte ihm die Veröffentlichung seiner Lettera agli amici del "Ponte" (Brief an die Freunde des „Ponte“), in der er seine Erfahrung in der Republik von Salò verarbeitete. Anschließend arbeitete er als Postdoktorand an der University of Pennsylvania, danach an dem von Benedetto Croce 1946 gegründeten Istituto Italiano per gli Studi Storici in Neapel. Hier begann er unter der Leitung Federico Chabods und Gaetano Salveminis 1956/1957 seine Forschungen zu den Ursprüngen des Faschismus, die 1967 in der Veröffentlichung eines ersten Bands resultierten und ihn bis zwei Jahre vor seinem Tod beschäftigen sollten. Salvemini, ein überzeugter Antifaschist, der im August 1925 nach Frankreich geflohen war und ab 1934 in Harvard lehrte, starb 1957; nach seinem Tod veröffentlichte Vivarelli Salveminis Tagebücher der Jahre 1922 und 1923 in der Zeitung Il mondo und gab 1961 in italienischer Sprache erstmals dessen Vorlesung über die Ursprünge des Faschismus heraus, die dieser auf Englisch verfasst und in Harvard gehalten hatte. Anfang der 1960er-Jahre wurde er research fellow am St Antony’s College in Oxford, wo er sich mit dem Leiter Frederick William Deakin anfreundete; Deakin, der sich selbst wissenschaftlich mit dem Faschismus beschäftigte und einst im Auftrag Churchills als Verbindungsmann zu Titos Partisanen in Jugoslawien unterwegs gewesen war, half ihm 1969 durch das Übersetzen eines jugoslawischen Partisanenberichts, die genauen Umstände um den Tod des Vaters zu erfahren. Von 1962 an war Vivarelli wissenschaftlicher Mitarbeiter (assistente) am Lehrstuhl für Storia moderna der Universität Siena. 1968 erhielt er die libera docenza (eine Art Habilitationsverfahren, das zur universitären Lehre befugte). Vom akademischen Jahr 1968/1969 bis zum akademischen Jahr 1971/1972 war er Professor für die Geschichte der politischen Parteien und Bewegungen an derselben Universität. 1972 erhielt er einen Ruf als ordentlicher Professor für Storia contemporanea an die Universität Triest, übernahm jedoch im selben Jahr eine außerordentliche Professur für Storia contemporanea in Siena. 1975 wurde er ordentlicher Professor an der Universität Florenz, 1986 an der Scuola Normale Superiore di Pisa. Vom September 1969 bis Juni 1970 und vom September 1980 bis Juni 1981 war Vivarelli Mitglied im Institute for Advanced Study in Princeton. 1976 arbeitete er als visiting professor an der Harvard University. 1993/1994 war er visiting fellow am All Souls College in Oxford.
Vivarelli war zudem Mitglied der Academia Europaea (1993) und der toskanischen Akademie La Colombaria sowie in der Direktion der Rivista Storica Italiana.
Die Publikation von Vivarellis Memoiren im Jahr 2000, in denen er unter dem Titel La fine di una stagione seine Teilnahme am Bürgerkrieg 1943–45 beschrieb und kommentierte, löste eine publizistische Debatte auf nationaler Ebene aus, in deren Zuge Vivarelli Revisionismus vorgeworfen wurde. Es scheint damals zum Ausschluss Vivarellis aus dem Florentiner Resistenza-Institut (Istituto Storico della Resistenza in Toscana) gekommen zu sein (siehe dazu ausführlich unten).
Nach Ablauf des akademischen Jahres 2003/2004 beendete Vivarelli seine akademische Tätigkeit an der Scuola Normale. Zuvor hatte er die in seinem Besitz befindlichen Dokumente dem dortigen Centro Archivistico geschenkt; darunter befanden sich verschiedenste Manuskripte, Korrespondenzen mit einigen wichtigen Exponenten der italienischen und europäischen Kultur, sowie Dokumente, die Vivarelli seinerseits von Salvemini erhalten hatte. Im März 2005 wurde Vivarelli emeritiert.
Für sein 2004 veröffentlichtes Buch Storia e storiografia. Approssimazioni per lo studio dell’età contemporanea („Geschichte und Geschichtswissenschaft. Annäherungen für das Studium der Zeitgeschichte“) erhielt Vivarelli 2006 den mit 10.000 Euro dotierten Premio Cherasco Storia. 2012 gelang es ihm, den dritten und letzten Band seiner monumentalen Storia delle origini del fascismo zu vollenden, welcher am 11. Oktober des Jahres erschien.
Am 14. Juli 2014 starb Vivarelli in Rom im Alter von 84 Jahren; die Beerdigungsfeier fand laut den Ankündigungen der Presse in der Florentiner Basilika San Miniato al Monte statt.

## Werk

### Storia delle origini del fascismo
Vivarellis historiographisches Werk wird von der Storia delle origini del fascismo dominiert, an der er insgesamt beinahe sechs Jahrzehnte arbeitete. Die drei Bände umfassen insgesamt 2126 Seiten. Der erste, im Oktober 1967 veröffentlichte Band trug noch den Titel Il dopoguerra in Italia e l’avvento del fascismo (1918-1922) („Die Nachkriegszeit in Italien und der Aufstieg des Faschismus (1918–1922)“); mit Erscheinen des zweiten Bandes 1991 änderte Vivarelli den Titel des Gesamtwerks in Storia delle origini del fascismo. L’Italia dalla grande guerra alla marcia su Roma („Geschichte der Ursprünge des Faschismus. Italien vom großen Krieg bis zum Marsch auf Rom“). Die dreibändige Schrift gilt bis heute als Standardwerk für die Geschichte des primo dopoguerra, der Jahre nach dem Ersten Weltkrieg in Italien. Im Vorwort zum Neudruck des ersten Bandes 1991 konstatierte Vivarelli selbst, dass das Buch zwar große Anerkennung in der Fachwelt erlangt habe, dass es jedoch kein breiteres Publikum gefunden habe. Der Historiker verglich sein Buch mit einer Frucht, die außerhalb ihrer Jahreszeit erschien.

#### Entstehungshintergründe und Vorbilder
Für das Verfassen seines wissenschaftlichen Hauptwerks griff Vivarelli auf das staatliche Zentralarchiv in Rom sowie auf zahlreiche staatliche Archive der italienischen Provinzen zurück. Ursprünglich wollte er die Archivbestände in Turin, Mailand, Cremona, Ferrara, Bologna, Florenz, Siena und Bari verwenden; in Mailand wurde ihm der Zugang verwehrt; in Turin, Cremona, Ferrara und Florenz stellte sich heraus, dass das relevante Material verloren gegangen war. Außerdem arbeitete Vivarelli viel mit der nationalen wie lokalen italienischen Presse der Nachkriegsjahre und der zeitgenössischen Literatur.
Das Projekt der Storia delle origini del fascismo ist vor dem Hintergrund von Vivarellis Biographie zu erklären: Wie aus zahlreichen Selbstaussagen hervorgeht, bewirkten sowohl die Rolle des Vaters als auch die Erfahrung als Freiwilliger in der Armee der Italienischen Sozialrepublik, dass Vivarelli nach Kriegsende den italienischen Faschismus als historisches Phänomen begreifen wollte. Hinzu kam der Einfluss von Intellektuellen, insbesondere des Juristen Mario Bracci und seines geschichtswissenschaftlichen Lehrers Gaetano Salvemini: Mit Bracci stimmte Vivarelli später darin überein, dass der Faschismus „eine große Lüge“ („una gande menzogna“) dargestellt habe. Salvemini dagegen hatte bereits in seinen Vorlesungen in Harvard das Thema der Ursprünge des Faschismus behandelt; auf dieser Arbeit und der Darstellung Angelo Tascas konnte Vivarelli aufbauen. Rückblickend meinte Vivarelli, dass er, wenn er auch mit den Schriften seines Lehrers einigermaßen vertraut gewesen sei, in seinen eigenen Studien weitgehend unabhängig von diesem und auf anderen Wegen zu ähnlichen Ergebnissen wie dieser gelangt sei. Der erste, 1967 veröffentlichte Band ist Vivarellis Lehrern Salvemini und Chabod gewidmet. Eine Sammlung von überwiegend bereits früher veröffentlichten Rezensionen und Aufsätzen, die auf den zweiten Band hinarbeiteten, veröffentlichte Vivarelli 1981 in einer Monographie unter dem Titel Il fallimento del liberalismo. Studi sulle origini del fascismo („Das Scheitern des Liberalismus. Studien über die Ursprünge des Faschismus“). Den darin als einzige Erstveröffentlichung enthaltenen, über hundert Seiten langen Aufsatz „Liberalismo, proteszionismo, fascismo“, der die intellektuelle Biographie des liberalen Wirtschaftswissenschaftlers und Politikers Luigi Einaudi und dessen Verhältnis zum Faschismus sowie darüber hinaus international vergleichend die Geschichte von wirtschaftsliberalem und protektionistischem Denken und seine Auswirkungen behandelt, nannte Jens Petersen „einen der stimulierendsten Beiträge des letzten Jahrzehnts zur Vorgeschichte der faschistischen Diktatur in Italien“.

#### Ausgewählte Thesen Vivarellis
Wie Salvemini war auch Vivarelli der Meinung, dass dem Aufstieg des Faschismus eine Krise des liberalen Staats vorausging. In Bezug auf die Rolle Mussolinis vertritt Vivarelli im ersten Band – ganz im Unterschied zu Renzo De Felice – die These, Mussolini habe nie wirklich revolutionäre Ideale gehabt. Im Zuge der Arbeit am zweiten Band kam Vivarelli mehr und mehr zu der Überzeugung, die wichtigsten Ursprünge des Faschismus lägen nicht nur im primo dopoguerra, sondern schon in dem halben Jahrhundert seit der 1861 erfolgten Gründung des Königreichs Italien. Zu ähnlichen Schlüssen war auch Christopher Seton-Watson in seinem 1967 erschienenen Buch Italy from liberalism to fascism. 1870–1925 gekommen, die Vivarelli in einer Rezension hochgelobt hatte. Wie Vivarelli zu Beginn des zweiten Bandes konstatierte, war seiner Interpretation zufolge „der Erfolg der faschistischen Bewegung die Frucht und nicht die Ursache der Krise des liberalen Staates“. Im zweiten Band widmete Vivarelli daher auch der länger zurückreichenden Schwäche des italienischen Sozialismus und den Problemen der bäuerlichen Gesellschaft in Italien größeren Raum. Als zentralen Punkt der postrisorgimentalen Krise sah er die „Bauernfrage“ (questione contadina) an: Laut Vivarelli war die liberale Führungsklasse unfähig, die Bauern in den Staat zu integrieren, wodurch sie diese der sozialistischen Bewegung überließ, die sie in einer dem Staat entgegengesetzten Weise politisiert habe. Vivarelli beurteilt die wirtschaftliche und soziale Rückständigkeit Italiens als ausschlaggebend für die demokratische Unreife des Landes.
Damit zusammen hängt die Kritik Vivarellis am Konzept des sozialistischen massimalismo, der die drei Bände durchzieht. Als maximalistisch wird die politische Richtung innerhalb des Partito Socialista Italiano bezeichnet, welche an den von Karl Marx und Friedrich Engels theoretisch formulierten Zielen weitgehend festhielt. Vivarelli beurteilt diese u. a. von Giacinto Menotti Serrati vertretene Politik in der damaligen historischen Situation als unpraktisch und verfehlt, da sie einen Kompromiss mit den liberalen Kräften unmöglich gemacht habe. Die sozialistische Politik habe auf die eigentlichen Probleme des Landes nicht reagiert, dafür sei neben der russischen Oktoberrevolution auch der frühe Einfluss Mussolinis mitverantwortlich gewesen (Mussolini war bis 1914 Mitglied der Partei). Wenn der Sozialismus auch zu einer allgemeinen Ernüchterung des Volks gegenüber dem Parlament beigetragen habe, habe er gleichwohl nie eine ernsthafte Bedrohung für den Staat dargestellt, so Vivarelli.
Vivarellis Einschätzung zufolge erlebte die im März 1919 gegründete faschistische Bewegung erst ab Ende 1920 den entscheidenden Aufschwung. Der italienische Faschismus ist nach Vivarellis drittem Band nicht als reaktionäre Bewegung, angespornt durch Industrielle und Großgrundbesitzer, entstanden; vielmehr habe sich im Italien der Jahre 1919–22 ein wahrhafter Bürgerkrieg zwischen zwei entgegengesetzten Parteien ereignet, den Sozialisten einerseits und den Faschisten andererseits (siehe dazu auch Biennio rosso und Biennio nero). Die liberale Regierung und die konstitutionellen Parteien hätten es versäumt, auf diese Ereignisse mit Entschiedenheit zu reagieren: Indem sie eine Art Neutralität in der Auseinandersetzung erklärt hätten, ohne die Kraft zu besitzen, die beiden Parteien niederzuringen, seien sie aus dem Kreis der Akteure ausgeschieden und hätten somit ihr eigenes Ende besiegelt.

#### Kritik
Der erste Band wurde positiv aufgenommen. Christopher Seton-Watson urteilte in einer Rezension 1970, Vivarelli habe ein treffenderes Bild des angehenden Politikers Mussolini als De Felice gezeichnet. Alan Cassels kritisierte den Gebrauch des Attributs „totalitaristisch“ für die italienische Rechte der Nachkriegsjahre, lobte das Werk jedoch ebenso wie Charles Delzell insgesamt für seine wissenschaftliche Gründlichkeit. Auch Harry Hearder besprach den Band überaus positiv.
Bei Erscheinen des zweiten Bands gab es neben positiven Rezensionen auch kritische Stimmen. So bemängelte Walter Adamson, dass der erste Band unverändert wiederaufgelegt wurde und die bibliographischen Angaben veraltet seien. Es sei bedauernswert, dass Vivarelli weder seine Erzählung als chronologische Darstellung seit 1861 umstrukturiert habe noch ein thematisches Kapitel eingebunden habe, das über die langfristigen Ursprünge der Krise informiere; so enthalte das Buch lange Exkurse. Vivarelli habe zudem die gesellschaftlichen und kulturellen Entwicklungen vernachlässigt, wenn er allein die Schwäche des Staats für den Aufstieg des Faschismus verantwortlich mache. Die Rolle Mussolinis, der faschistischen Bewegung und der anschließenden Parteibildung sei im zweiten Band unterbewertet, dem Thema zu wenig Raum gewidmet. Insgesamt stelle Vivarelli den Aufstieg des Faschismus als zu zwangsläufig und die Rolle Mussolinis als zu passiv dar. Gleichwohl wies Adamson zugleich positiv auf die Informationsfülle und Tragweite des Werks hin.
Salvatore Adorno kritisierte 1993 in der Zeitschrift Studi Storici, Vivarelli habe manche Quellen im Sinne einer vorgefertigten These interpretiert, andere hingegen bewusst nicht beachtet. Der Erste Weltkrieg sei in den Bänden zudem nur unzureichend behandelt; außerdem habe Vivarelli die Historiographie unterbewertet oder vernachlässigt, die durch das Studium privater Quellen, Briefe wie Tagebücher, auf die Abneigung bürgerlicher und bäuerlicher Soldaten gegenüber dem Krieg aufmerksam gemacht habe. Vivarelli verfasste eine zweiseitige Antwort auf die Rezension Adornos, welche in derselben Zeitschrift veröffentlicht wurde. Er empfand die Kritik Adornos, er schreibe ein von einer vorgefertigten These bestimmtes Buch („libro a tesi“), als gleichbedeutend damit, ihm die wissenschaftliche Redlichkeit abzusprechen. Vivarelli verteidigte daher kurz seinen Standpunkt – mit dem Hinweis auf seine eigenen Buchkapitel betonte er, die Historiographie beachtet zu haben, und mit Verweis auf eine Rezension John Keegans des Werks Between Mutiny and Obedience von Leonard Smith argumentierte er, nicht der Einzige zu sein, der der ablehnenden Haltung der bürgerlichen wie bäuerlichen Soldaten keine politische Bedeutung beimesse. Auf die Replik Vivarellis antwortete Adorno nochmals, indem er klarstellte, seine Intention habe keineswegs darin bestanden, Letzterem wissenschaftliche Unredlichkeit zu unterstellen; in diesem Punkt habe es sich um ein Missverständnis gehandelt. Adorno habe nur seiner Meinung Ausdruck verleihen wollen, dass dem Werk ein stark interpretativer Ansatz zugrunde liege. Bezüglich der übrigen Punkte blieben die Meinungsverschiedenheiten bestehen; mit dem Argument, dass er das Buchkapitel, auf das Vivarelli in seiner Antwort verwiesen hatte, bereits in seiner Rezension behandelt hatte, konterte er auf der Vorwurf Vivarellis, sein Buch nicht ganz gelesen zu haben; stattdessen, so Adorno, scheine es vielmehr, dass Vivarelli seine Rezension nicht aufmerksam gelesen habe.

### Die Memoiren „La fine di una stagione“
Bis zur Veröffentlichung seiner Memoiren war Vivarelli als antifaschistischer Geschichtsschreiber eher linker Prägung bekannt. Die Publikation von La fine di una stagione im Jahr 2000 löste eine publizistische Debatte auf nationaler Ebene aus. Der schmale Band gehörte zu den meistverkauften Büchern des Monats Dezember 2000. Mit der Veröffentlichung des Buchs enthüllte der Historiker seine aktive Teilnahme am Bürgerkrieg 1943–45 aufseiten der Republik von Salò, die er seit der Veröffentlichung seiner Lettera agli amici del „Ponte“ von 1955 verschwiegen hatte und die der Öffentlichkeit nicht bekannt gewesen war. Dafür, dass er sich vor 2000 nicht öffentlich zu seiner Rolle als Freiwilliger der Republik von Salò bekannt hatte, seien sowohl Zeitmangel wie Gründe der Diskretion verantwortlich gewesen, so Vivarelli. Für Teile seiner die Jahre 1943–45 betreffenden Erinnerungen konnte der Autor seiner eigenen Aussage zufolge auf ein zeitgenössisches Tagebuch zurückgreifen.

#### Aufbau und Inhalt
La fine di una stagione ist in 14 Kapitel untergliedert. Vivarelli schildert zunächst seine Kindheit und Jugend im faschistischen Italien, den Tod des Vaters, anschließend die Erfahrung des 25. Juli und des Zwischenspiels der 45 Tage. Bevor er die chronologische Darstellung seiner Erlebnisse nach dem 8. September bis Kriegsende aufnimmt, macht er einige grundsätzliche Bemerkungen: Seinem Bericht zufolge hätten er und sein Bruder die nach Italien vorstoßenden Deutschen nach dem 8. September 1943 nicht als Feinde, sondern als verratene Verbündete angesehen; sie hätten daher aus dem Gefühl heraus gehandelt, die durch das verräterische Handeln Badoglios und des Königs verlorengegangene italienische Ehre wiedererlangen zu müssen – noch heute wisse er nicht, ob „sie“, die Anhänger der Italienischen Sozialrepublik, damals im Unrecht gewesen seien. Vivarelli verwendet in seinen Memoiren fortan mehrmals die erste Person Plural.
Im selben Teil der Memoiren behauptet Vivarelli zudem vehement, den wahren Charakter des Nationalsozialismus habe vor wie nach dem Waffenstillstand weder er noch die große Mehrheit der italienischen Bürger gekannt. Der Großteil der Kämpfer von Salò habe nicht vom Holocaust gewusst und sei auch nicht antisemitisch gesinnt gewesen. Dabei geht Vivarelli so weit zu behaupten, für die Großzahl der sogenannten repubblicchini habe eine „jüdische Frage“ („una questione ebraica“) überhaupt nicht bestanden. Damit wolle er nicht bestreiten, dass einige Anhänger der Republik von Salò mit den Deutschen zusammenarbeiteten und eine antijüdische Gesetzgebung bestand, doch sei es fragwürdig, wie viele sich dessen bewusst gewesen seien. Er selbst habe von den nationalsozialistischen Vernichtungslagern erst nach Kriegsende im Sommer 1945 erfahren.
Nach der chronologischen Erzählung des betreffenden Lebensabschnitts beurteilt Vivarelli im Schlusskapitel des Buchs rückblickend sein damaliges Handeln: Wenn ihn heute jemand fragen würde, ob er seine Entscheidung bereue, würde er dies verneinen; nein, er sei auf seine Art sogar stolz auf diese, auch wenn er sich heute darüber bewusst sei, dass die damalige Wahl historisch wie moralisch falsch gewesen sei. Vivarelli stellt diejenigen, die sich für eine Seite entschieden haben, moralisch auf eine höhere Stufe als die sogenannten attendisti, die sich 1943–45 einer bewussten Entscheidung enthielten und sich stattdessen passiv ums eigene Überleben kümmerten. Er würde nochmals dieselbe Seite wählen, da ihm die damaligen Umstände keine andere Option zugelassen hätten. Denn die „Gründe der Geschichte“, so Vivarelli, stimmten nicht mit denen des Lebens überein.
Zudem stellt Vivarelli allgemeine Reflexionen über die Rezeption der Jahre 1943–45 an: Er kritisiert, dass die Alliierten „Befreier“ und die Deutschen „Invasoren“ genannt wurden, wo doch Letztere neben „unseren“ Truppen die Küsten verteidigt hätten, an denen die Alliierten in einer militärischen Aktion gelandet seien. Das impliziert laut dem Historiker Daniele Menozzi die problematische Behauptung, dass die Italienische Sozialrepublik die italienische Staatskontinuität fortgesetzt habe. Außerdem behauptet Vivarelli, man habe sich eingebildet, dass die Partisanen die Deutschen besiegt hätten, während dies in Wahrheit das Verdienst der Alliierten gewesen sei.
Im Anhang des Buchs ist eine bereits 1992 andernorts veröffentlichte Kritik Vivarellis zu Pavones Buch Una guerra civile abgedruckt. Im Gegensatz zur Interpretation Pavones, der einen radikalen ethischen Unterschied in der Gewaltanwendung der Partisanen und Salò-Faschisten machte, hielt Vivarelli es für notwendig, auch denjenigen, die sich in gutem Glauben der Republik von Salò angeschlossen hätten, einen moralischen Wert zuzugestehen.

#### Rezeption und Kritik
Bereits vor dem Erscheinen von La fine di una stagione am 11. November 2000 erschienen Rezensionen in den italienischen Tageszeitungen Corriere della Sera und La Repubblica. Als Erster veröffentlichte Paolo Mieli am 5. November einen Rezensionsartikel in der Zeitung La Repubblica; darin beschränkte er sich weitgehend darauf, – offenbar auf Grundlage einer Lektüre vor der Publikation des Buchs – dessen Inhalt und Grundaussagen zu referieren, wobei er zahlreiche einschlägige Textstellen direkt zitierte. Am Folgetag erschienen im Feuilleton des Corriere della Sera zwei Artikel zum Thema: Ein Kommentar des Journalisten Dario Fertilio, in dem dieser die höchst unterschiedlichen Meinungen zahlreicher Intellektueller zum Thema wiedergab, und ein Interview mit Dario Fo; darin erläutert Fo, wie auch er sich im Biennium 1943–1945 den Verbänden der Italienischen Sozialrepublik anschloss, dies im Unterschied zu Vivarelli jedoch nicht aus leidenschaftlicher Überzeugung tat, sondern aus schlichten Gründen des Überleben-Wollens – eine Motivation, die seiner Meinung nach auf eine Vielzahl der sogenannten repubblichini zutraf. Mario Pirani veröffentlichte einen weiteren Tag später, am 7. November, einen Artikel in La Repubblica, in dem er Vivarelli heftig kritisierte und ihn – unter Verwendung von älteren Zitaten des Historikers Claudio Pavone, des Autors des einflussreichen Buchs Una guerra civile – dem Kreis der Neorevisionisten zuordnete. Giovanni Belardelli nannte den Beitrag Piranis am Folgetag im Corriere della Sera „mehr eine Exkommunikation als eine[n ernsthaften Beitrag zur] Diskussion“; wie er selbst habe auch Pirani das Buch nicht lesen können, da es noch nicht veröffentlicht sei.
Roberto Barzanti kritisierte am 13. Dezember 2000 die Mischung von Erlebnisbericht und Geschichtsschreibung in La fine di una stagione und sah in ihr die Unfähigkeit des Autors, sich zu historisieren. Der Historiker Daniele Menozzi hingegen hält diese Kritik für unzutreffend, da Vivarelli in einigen Interviews geäußert habe, dass sein Fall für ein allgemeines Überdenken der damaligen Ereignisse Gelegenheit bieten könne. Nur mit diesem literarischen Genre habe Vivarelli somit seine Absicht umsetzen können.
Claudio Pavone verfasste nach Veröffentlichung des Buchs eine kritische Rezension für La Stampa, die am 27. Dezember 2000 erschien. Er hielt die Behauptung Vivarellis, die Anhänger der Italienischen Sozialrepublik hätten nichts von der Judenverfolgung gewusst, für eine schlichte Lüge; Pavone fragt etwa kritisch, wie man den ausdrücklich antisemitisch ausgerichteten siebten Programmpunkt des Manifests von Verona habe ignorieren können. Der Ex-Partisan und Publizist Arrigo Petacco hatte die Einschätzung Vivarellis dagegen für glaubwürdig gehalten. In den Kampfbeschreibungen Vivarellis meint Pavone zudem typisch faschistische Vorurteile wie das des „feigen Partisanen“ zu erkennen. Schließlich kritisiert Pavone ebenso wie schon zuvor Mario Pirani die Argumentation Vivarellis, sowohl sein Vater als auch er selbst hätten aus guter Absicht („buona fede“) gehandelt: Man könne, so Vivarelli in seinen Memoiren, moralisch integer bleiben, auch wenn man auf der Seite gekämpft habe, die sich im Nachhinein aus Perspektive der Sieger als falsch herausgestellt hat. Dieselbe apologetische Tendenz sieht Pavone im Schlusssatz von Vivarellis Memoiren, der lautet: „Damals, nach dem 8. September 1943, tat ich nur dies, was ich für meine Pflicht hielt, und ich denke, es genügt.“ Ebenfalls kritisch besprach der Historiker Giorgio Rochat die Memoiren in Italia Contemporanea, der Institutszeitschrift des Mailänder Istituto Nazionale per la Storia del Movimento di Liberazione in Italia, unter dem vernichtenden Titel „L’outing di un cattivo maestro“ („Das Outing eines bösen Maestro“).
Der Ex-Partisan und Journalist Giorgio Bocca äußerte in einem Gespräch mit dem damaligen Staatspräsidenten Carlo Azeglio Ciampi, Vivarellis Memoiren hätten ihm „wirklich nicht gefallen“. Ciampi entgegnete, er habe das Buch noch nicht gelesen und urteilte: „Mir scheint, dass Vivarelli ein kleiner Junge war, als er seine Entscheidung traf. Eine Sache ist die Gewissensfrage, die gute Absicht, die durchaus da gewesen sein mag. Die andere ist die Institutionsfrage.“ In staatsrechtlicher Hinsicht sei nur die königliche Regierung in Brindisi, nicht aber die faschistische in Salò legitim gewesen. Auch an anderer Stelle hatte Ciampi, der eigentlich als Verteidiger der Ideale der Resistenza galt, im Zeichen einer nationalen Versöhnungspolitik öffentlich die Auffassung vertreten, auch die ‚ragazzi di Salò‘ hätten für ein einiges Italien gekämpft.
In einem Nachruf auf Vivarelli verteidigte 2014 der Historiker Roberto Chiarini in der rechtskonservativen Zeitung Il Giornale Vivarellis Memoiren als einen „mutigen Versuch zur Aufarbeitung eines markerschütternden Lebensabschnitts“. Auch der Journalist Sergio Romano urteilte, die meisten Kritiker hätten die wahre Absicht Vivarellis missverstanden; weder habe es sich um einen Versuch gehandelt, das eigene Verhalten zu rechtfertigen, noch habe Vivarelli mit der Darstellung seines eigenen Falls allgemeine Widersprüche der italienischen Geschichte aufzeigen wollen. Die Veröffentlichung habe weder eine beabsichtigte Provokation noch einen Fall von Narzissmus dargestellt.
Laut einem im Internet veröffentlichten, nur noch über eine andere Seite aufrufbaren Kommentar Piero Graglias, eines Mitglieds des Florentiner Istituto Storico della Resistenza in Toscana, wurde nach der Veröffentlichung von Vivarellis Memoiren darüber abgestimmt, diesen aus dem betreffenden Institut auszuschließen. Da Vivarellis Mitgliedschaft im Istituto Storico della Resistenza in Toscana in den Publikationen der Scuola Normale Superiore di Pisa neben all seinen sonstigen dort aufgezählten Rollen in anderen Körperschaften nicht erwähnt wird, scheint es, dass es tatsächlich zum Ausschluss Vivarellis aus dem Institut kam.
Giorgio Rochat ging – höchstwahrscheinlich aufgrund von Vivarellis Memoiren – so weit, dessen Handbuch zur Età contemporanea im 2000–2001 in zwei Bänden veröffentlichten Dizionario della Resistenza als neofaschistische Publizistik zu bezeichnen.
Laut dem Historiker Daniele Menozzi (2017) hatte das intensive Medienecho, auf das La fine di una stagione stieß, wenig mit seinen wahren Motiven, seinem Inhalt und seiner Bedeutung zu tun. Menozzi kritisierte ebenso wie Francesco Perfetti, dass auch die an der Debatte beteiligten Historiker sich einem gefährlichen öffentlichen Gebrauch der Geschichte („uso pubblico della storia“) hingegeben hätten.

### Weiteres wissenschaftliches Wirken
Während seiner wissenschaftlichen Laufbahn veröffentlichte Vivarelli in der Rivista Storica Italiana circa 30 Beiträge: keine Studie, jedoch Rezensionen und kritische Beiträge. Als einer seiner wichtigsten Beiträge zur Zeitschrift gilt die 1967 erschienene Rezension zum ersten Band der Mussolini-Biographie Renzo De Felices, den er heftig kritisierte. Laut Vivarelli belastete diese Rezension sein Verhältnis zu De Felice bis zu dessen Tod.
Der Historiker Vivarelli hatte stets auch ein geschichtspädagogisches Interesse: Er sah die Geschichtswissenschaft als eine magistra vitae im Sinne Ciceros, die zum besseren Verständnis gegenwärtigen politischen Geschehens beitragen könne. In diesem Kontext ist insbesondere sein 2004 veröffentlichtes Buch Storia e storiografia. Approssimazioni per lo studio dell’età contemporanea zu sehen. Dieser Band versammelt sechzehn bereits andernorts veröffentlichte Aufsätze Vivarellis insbesondere zu Themen der englischen und italienischen Geschichte des 19. und 20. Jahrhunderts sowie zur Historiographiegeschichte.
Vivarellis 2013 veröffentlichtes Buch Italia 1861 enthält die Texte der beiden Vorträge, die Vivarelli anlässlich des 150-jährigen Jubiläums der nationalen Einheit im November 2010 in Rom und im April 2011 in Neapel hielt, zuzüglich eines Vorworts. Recht pessimistisch erklärt Vivarelli darin, dass das heutige Italien keine Vereinigung von Bürgern sei. Dafür macht er die Zurückdrängung der liberalen Ideen verantwortlich, die einst Teil des Risorgimento gewesen seien.

## Schriften
Für Schriftenverzeichnisse siehe Ilaria Pavan, Roberto Pertici (Hrsg.): Bibliografia di Roberto Vivarelli (1954–2006). In: Annali della Scuola Normale Superiore di Pisa. Classe di Lettere e Filosofia. Serie IV, Bd. 9, Nr. 1 (2007), S. 221–238, sowie Roberto Pertici (Hrsg.): Bibliografia degli scritti di Roberto Vivarelli (1954–2014). In: Studi per Roberto Vivarelli. Neapel 2016 (= Annali dell’Istituto Italiano per gli Studi Storici, Bd. 29), ISBN 978-88-15-26802-0.
- Storia delle origini del fascismo. L’Italia dalla grande guerra alla marcia su Roma. 3 Bde., il Mulino, Bologna 1991, 1991, 2012, ISBN 978-88-15-23986-0, ISBN 978-88-15-23987-7, ISBN 978-88-15-23989-1 (Band 1 erschien zuvor als: Il dopoguerra in Italia e l’avvento del fascismo (1918–1922). Dalla fine della guerra all’impresa di Fiume. Istituto italiano per gli studi storici, Neapel 1967)
- Il fallimento del liberalismo. Studi sulle origini del fascismo. Il mulino, Bologna 1981.
- Referat. In: Der italienische Faschismus. Probleme und Forschungstendenzen. Oldenbourg, München Wien 1983, S. 49–55.
- Interpretations of the Origins of Fascism. In: The Journal of Modern History, Band 63, Heft 1 (1991), S. 29–43.
- A neglected question: Historians and the Italian national state (1945–95). In: Stefan Berger, Mark Donovan, Kevin Passmore (Hrsg.): Writing national histories: Western Europe since 1800. Routledge, London u. a. 1999, S. 230–237.
- La fine di una stagione. Memorie 1943–1945. Il Mulino, Bologna 2000, ISBN 978-88-15-24533-5.
- Storia e storiografia. Approssimazioni per lo studio dell’età contemporanea. Editori di Storia e Letteratura, Rom 2004 (Storia e letteratura 221), ISBN 88-8498-178-6.
- Fascismo e Storia d’Italia. Il Mulino, Bologna 2008, ISBN 978-88-15-12516-3.
- Italia 1861. Il Mulino, Bologna 2013, ISBN 978-88-15-23387-5.